# 雪板
雪板 (ゆきいた) は、サーフィンやスケートボードのように横向きになって木の板に乗り、ビンディングのような留め具で足を固定せず、金具もエッジもなしに雪の斜面を滑る遊び、スポーツである。また、ボードそのものの呼称でもある。

## 概要
スキーやスノーボード、そりなどと同様に、雪の上で行うウインタースポーツである。

## 歴史
スノーボーダーの五明淳の発案といわれ、雪山を1枚の板で滑ることが2010年代に長野県や新潟県、山形県の豪雪地帯で行われるようになった。

### ボード
1枚の板の滑走面に進行方向に真っ直ぐなラインが入っている。
コア材には、木材が使われるのが一般的であり、エッジはない。一般的にワニスなどを塗り、仕上げる。エポキシ樹脂などを塗る場合もある。

### ブーツ
ボードとブーツは繋がない。
リーシュコードという流れ止めの紐をボードに接続して手に持ったり、着衣と結んだりする。指定のブーツ等はなく、長靴等を履き滑る。

## 主な製作者
- OutBack Labo
- 芽育
- BUDDHA BLANK
- 五明淳
- anitoya